# Dryopteris inuyamensis
Dryopteris inuyamensis är en träjonväxtart som beskrevs av H. Itô. Dryopteris inuyamensis ingår i släktet Dryopteris och familjen Dryopteridaceae. Inga underarter finns listade.